# Cinéma bleu
Cinéma bleu est un tableau réalisé par le peintre belge René Magritte en 1925. Cette huile sur toile marquant une transition de l'artiste vers le surréalisme représente notamment une femme et un panneau fléché devant une façade à colonnes et entre des rideaux rouges. Elle est conservée au sein d'une collection privée, la collection Nahmad.

## Expositions
- Giorgio de Chirico, aux origines du surréalisme belge. René Magritte, Paul Delvaux, Jane Graverol, Beaux-Arts Mons, Mons, 2019 — no 25, p. 96.